# Fiesta Mayor de Granollers
La Fiesta Mayor de Granollers es una de las fiestas más populares de Cataluña. Se divide en dos colores, los Blancs y los Blaus. Se celebra siempre en la última semana de agosto de cada año a partir del último jueves.

## El origen
Nació un lunes de julio de 1897. Dos 'rajolers' (hombres que hacen tochos), uno que se llamaba "Rayo" (era de los 'Blancs') y el otro "Maynou" (era de los 'Blaus'). Se juntaba toda la ciudad para ver quién hacía más rajoles en una hora. Tras varios años cada vez tenía más movilidad de la gente y más participación. En 1983 un grupo de jóvenes de la Asociación de vecinos de Sota el Camí Ral se juntó para llevar organizar mejor la fiesta.
El grupo (colla en catalán) que ganaba la fiesta a través de pruebas y eventos organizados, tiene el privilegio de escoger y elegir el pregonero el año siguiente. La finalidad de esta fiesta es ver quién anima más a su equipo con juegos, actividades para todas las edades y conciertos por la noche. La fiesta mayor se ha vuelto un símbolo para la ciudad de Granollers.

## Actualidad

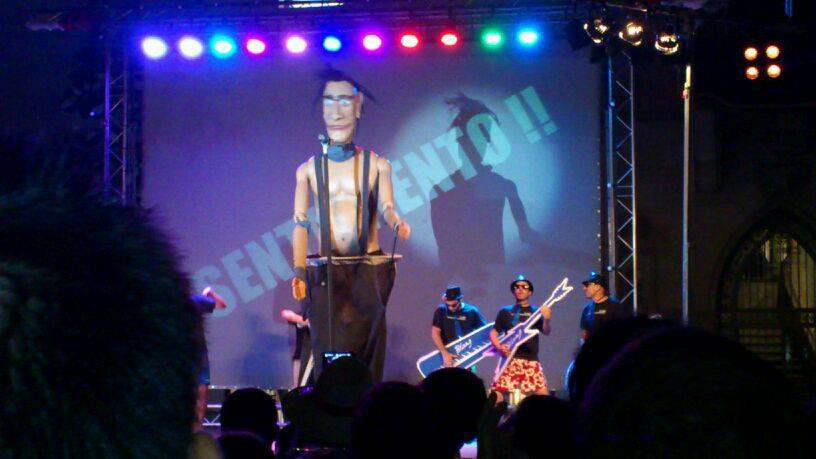
Farras de Granollers en las fiestas de 2015.

La fiesta empieza el último jueves de agosto, en fechas diferentes, y nunca con fecha fija. Todo comienza entre el sábado y el domingo anterior de ese jueves, las calles se empiezan a llenar de gente y el domingo por la noche, tras la cercavila inicial con todos los grupos ("collas") en el balcón del Ayuntamiento de Granollers, el equipo ganador del año anterior, propone un reto para el equipo perdedor del año anterior.
A partir de ese día comienzan los actos, las actividades, los conciertos que cada grupo ha organizado por su cuenta para tener una fiesta con variedad de gustos y edades. El jueves se hace el pregón, empezando por la plaza Corona y acabando en la Porxada, lugar emblemático de la ciudad donde se encuentra también el Ayuntamiento.
En esta ceremonia participan todos los grupos de cada color, de los Blancs:
- Les dames de foc
- Els gegantons
- Blanqàrivm
- Els corsaris
- Forces Blanques d'Intervenció
- Paranoia
- Les dametes
- Fire Department
- La guspira
- La comitiva del Ganxet

Y de los Blaus:
- Blaus Street Music Band
- La Guita de Blaus
- Fòssils Blaus
- Ying-Yang Blaus
- Blauchirris
- Blausinsistents
- Blaumaníacs
- Irreductibles